# Jacques Jean Joseph Jules Perrier
Jacques Jean Joseph Jules Perrier (Parigi, 4 dicembre 1936) è un vescovo cattolico francese.

## Biografia
Jacques Perrier è nato a Parigi il 4 dicembre del 1936 ed ordinato sacerdote del clero dell'arcidiocesi della stessa città il 7 marzo 1964. Eletto vescovo coadiutore di Chartres il 22 giugno 1990, è consacrato vescovo il 16 settembre 1990 dal cardinale Jean-Marie Lustiger, co-consacranti il vescovo Michel Joseph Kuehn ed il cardinale Jean Marcel Honoré. Diviene vescovo della medesima diocesi il 6 aprile 1991. Fu il promotore della realizzazione del nuovo presbiterio della cattedrale di Notre-Dame, che volle fosse affidata all'artista Goudji.
Nominato vescovo coadiutore di Tarbes e Lourdes il 30 maggio 1997, ne diviene vescovo ordinario il 16 gennaio 1998. Nel settembre 2008, in occasione del 150º anniversario delle apparizioni di Lourdes, accoglie la visita di papa Benedetto XVI.

## Genealogia episcopale
La genealogia episcopale è:
- Cardinale Scipione Rebiba
- Cardinale Giulio Antonio Santori
- Cardinale Girolamo Bernerio, O.P.
- Arcivescovo Galeazzo Sanvitale
- Cardinale Ludovico Ludovisi
- Cardinale Luigi Caetani
- Cardinale Ulderico Carpegna
- Cardinale Paluzzo Paluzzi Altieri degli Albertoni
- Papa Benedetto XIII
- Papa Benedetto XIV
- Papa Clemente XIII
- Cardinale Marcantonio Colonna
- Cardinale Giacinto Sigismondo Gerdil, B.
- Cardinale Giulio Maria della Somaglia
- Cardinale Carlo Odescalchi, S.I.
- Vescovo Eugène de Mazenod, O.M.I.
- Cardinale Joseph Hippolyte Guibert, O.M.I.
- Cardinale François-Marie-Benjamin Richard de la Vergne
- Vescovo Marie-Prosper-Adolphe de Bonfils
- Cardinale Louis-Ernest Dubois
- Cardinale Georges-François-Xavier-Marie Grente
- Arcivescovo Marcel-Marie-Henri-Paul Dubois
- Cardinale Gabriel Auguste François Marty
- Cardinale Jean-Marie Lustiger
- Vescovo Jacques Perrier